# Volta a Califòrnia 2017
La Volta a Califòrnia 2017, dotzena edició de la Volta a Califòrnia, es disputà entre el 14 i el 20 de maig de 2017 sobre un recorregut de 931 km dividits en 7 etapes. Aquesta fou la primera vegada que la cursa formà part de l'UCI World Tour 2017, amb una categoria 2.UWT.
El vencedor final fou el neozelandès George Bennett  (Team LottoNL-Jumbo), que s'imposà per 35" al polonès Rafał Majka (Bora-Hansgrohe) i per 36" i a l'estatunidenc Andrew Talansky (Cannondale-Drapac Pro Cycling Team). Bennett no guanyà cap etapa, però una bona contrarellotge individual li va permetre recuperar el temps perdut amb el fins aleshores líder Majka.
Peter Sagan (Bora-Hansgrohe) aconseguí la victòria en la classificació per punts, Daniel Jaramillo (UnitedHealthcare) la de la muntanya, Lachlan Morton (Dimension Data), la dels joves i el Team Sky fou el millor equip.

## Equips participants
En ser una nova cursa de l'UCI World Tour, tots els UCI WorldTeams són convidats a prendre-hi part, però no obligats a fer-ho. El resultat fou la participació de dotze equips UCI WorldTeams, tres Equips continentals professionals i dos Equips continentals.
| WorldTeams (12)- Astana - BMC Racing Team - Bora-Hansgrohe - Cannondale-Drapac - Dimension Data - Katusha-Alpecin - Lotto NL-Jumbo - Quick-Step Floors - Sky - Trek-Segafredo - Team Sunweb - UAE Team Emirates Equips continentals professionals (3)- Cofidis, Solutions Crédits - Novo Nordisk - UnitedHealthcare Equips continentals (2)- Jelly Belly-Maxxis - Rally Cycling |
| |

## Etapes
| Etapa    | Data       | Ciutats d'etapa               | type                      | Distància (km) | Vencedor de l'etapa | Líder de la general |
| -------- | ---------- | ----------------------------- | ------------------------- | -------------- | ------------------- | ------------------- |
| 1a etapa | 14 de maig | Sacramento – Sacramento       | etapa plana               | 167,5          | Marcel Kittel       | Marcel Kittel       |
| 2a etapa | 15 de maig | Modesto – San José            | etapa de mitja muntanya   | 144,5          | Rafał Majka         | Rafał Majka         |
| 3a etapa | 16 de maig | Pismo Beach – Morro Bay       | etapa plana               | 192,5          | Peter Sagan         | Rafał Majka         |
| 4a etapa | 17 de maig | Santa Barbara – Santa Clarita | etapa accidentada         | 159,5          | Evan Huffman        | Rafał Majka         |
| 5a etapa | 18 de maig | Ontario – Mount San Antonio   | etapa de muntanya         | 125,5          | Andrew Talansky     | Rafał Majka         |
| 6a etapa | 19 de maig | Big Bear Lake – Big Bear Lake | contrarellotge individual | 24             | Jonathan Dibben     | George Bennett      |
| 7a etapa | 20 de maig | Mountain High – Pasadena      | etapa de mitja muntanya   | 125            | Evan Huffman        | George Bennett      |

### 1a etapa
14 de maig. Sacramento – Sacramento, 167 km
| \| Classificació de l'etapa \| Classificació de l'etapa \| Classificació de l'etapa \| Classificació de l'etapa \| Classificació de l'etapa \| \| Corredor \| Corredor \| Equip \| Temps \| \| \| ------------------------ \| --------------------------- \| -------------------------- \| ------------------------ \| ------------------------ \| \| 1r \| Marcel Kittel \| Quick-Step Floors \| 3h 45' 35" \| \| \| 2n \| Peter Sagan \| Bora-Hansgrohe \| + 0" \| \| \| 3r \| Elia Viviani \| Team Sky \| + 0" \| \| \| 4t \| John Degenkolb \| Trek-Segafredo \| + 0" \| \| \| 5è \| Jean-Pierre Drucker \| BMC Racing Team \| + 0" \| \| \| 6è \| Reinardt Janse van Rensburg \| Dimension Data \| + 0" \| \| \| 7è \| Jonas Van Genechten \| Cofidis, Solutions Crédits \| + 0" \| \| \| 8è \| Marko Kump \| UAE Team Emirates \| + 0" \| \| \| 9è \| Wouter Wippert \| Cannondale-Drapac \| + 0" \| \| \| 10è \| Travis McCabe \| UnitedHealthcare \| + 0" \| \| |                             |                            |            |
| |                             |                            |            |
| Font: ProCyclingStats |                             |                            |            |
| Classificació de l'etapa |                             |                            |            |
| Corredor | Corredor                    | Equip                      | Temps      |
| 1r | Marcel Kittel               | Quick-Step Floors          | 3h 45' 35" |
| 2n | Peter Sagan                 | Bora-Hansgrohe             | + 0"       |
| 3r | Elia Viviani                | Team Sky                   | + 0"       |
| 4t | John Degenkolb              | Trek-Segafredo             | + 0"       |
| 5è | Jean-Pierre Drucker         | BMC Racing Team            | + 0"       |
| 6è | Reinardt Janse van Rensburg | Dimension Data             | + 0"       |
| 7è | Jonas Van Genechten         | Cofidis, Solutions Crédits | + 0"       |
| 8è | Marko Kump                  | UAE Team Emirates          | + 0"       |
| 9è | Wouter Wippert              | Cannondale-Drapac          | + 0"       |
| 10è | Travis McCabe               | UnitedHealthcare           | + 0"       |

| \| Classificació general \| Classificació general \| Classificació general \| Classificació general \| Classificació general \| \| Corredor \| Corredor \| Equip \| Temps \| \| \| --------------------- \| --------------------------- \| -------------------------- \| --------------------- \| --------------------- \| \| 1r \| Marcel Kittel \| Quick-Step Floors \| 3h 45' 25" \| \| \| 2n \| Peter Sagan \| Bora-Hansgrohe \| + 4" \| \| \| 3r \| Elia Viviani \| Team Sky \| + 6" \| \| \| 4t \| Floris Gerts \| BMC Racing Team \| + 9" \| \| \| 5è \| Jonathan Clarke \| UnitedHealthcare \| + 9" \| \| \| 6è \| John Degenkolb \| Trek-Segafredo \| + 10" \| \| \| 7è \| Jean-Pierre Drucker \| BMC Racing Team \| + 10" \| \| \| 8è \| Reinardt Janse van Rensburg \| Dimension Data \| + 10" \| \| \| 9è \| Jonas Van Genechten \| Cofidis, Solutions Crédits \| + 10" \| \| \| 10è \| Marko Kump \| UAE Team Emirates \| + 10" \| \| |                             |                            |            |
| |                             |                            |            |
| Font: ProCyclingStats |                             |                            |            |
| Classificació general |                             |                            |            |
| Corredor | Corredor                    | Equip                      | Temps      |
| 1r | Marcel Kittel               | Quick-Step Floors          | 3h 45' 25" |
| 2n | Peter Sagan                 | Bora-Hansgrohe             | + 4"       |
| 3r | Elia Viviani                | Team Sky                   | + 6"       |
| 4t | Floris Gerts                | BMC Racing Team            | + 9"       |
| 5è | Jonathan Clarke             | UnitedHealthcare           | + 9"       |
| 6è | John Degenkolb              | Trek-Segafredo             | + 10"      |
| 7è | Jean-Pierre Drucker         | BMC Racing Team            | + 10"      |
| 8è | Reinardt Janse van Rensburg | Dimension Data             | + 10"      |
| 9è | Jonas Van Genechten         | Cofidis, Solutions Crédits | + 10"      |
| 10è | Marko Kump                  | UAE Team Emirates          | + 10"      |

### 2a etapa
15 de maig. Modesto – San José, 144,5 km
| \| Classificació de l'etapa \| Classificació de l'etapa \| Classificació de l'etapa \| Classificació de l'etapa \| Classificació de l'etapa \| \| Corredor \| Corredor \| Equip \| Temps \| \| \| ------------------------ \| ------------------------ \| ------------------------ \| ------------------------ \| ------------------------ \| \| 1r \| Rafał Majka \| Bora-Hansgrohe \| 3h 43' 46" \| \| \| 2n \| George Bennett \| LottoNL-Jumbo \| + 0" \| \| \| 3r \| Ian Boswell \| Team Sky \| + 7" \| \| \| 4t \| Lachlan Morton \| Dimension Data \| + 7" \| \| \| 5è \| Robert Gesink \| LottoNL-Jumbo \| + 37" \| \| \| 6è \| Brent Bookwalter \| BMC Racing Team \| + 37" \| \| \| 7è \| Tao Geoghegan Hart \| Team Sky \| + 37" \| \| \| 8è \| Sam Oomen \| Team Sunweb \| + 37" \| \| \| 9è \| Enric Mas Nicolau \| Quick-Step Floors \| + 37" \| \| \| 10è \| Andrew Talansky \| Cannondale-Drapac \| + 37" \| \| |                    |                   |            |
| |                    |                   |            |
| Font: ProCyclingStats |                    |                   |            |
| Classificació de l'etapa |                    |                   |            |
| Corredor | Corredor           | Equip             | Temps      |
| 1r | Rafał Majka        | Bora-Hansgrohe    | 3h 43' 46" |
| 2n | George Bennett     | LottoNL-Jumbo     | + 0"       |
| 3r | Ian Boswell        | Team Sky          | + 7"       |
| 4t | Lachlan Morton     | Dimension Data    | + 7"       |
| 5è | Robert Gesink      | LottoNL-Jumbo     | + 37"      |
| 6è | Brent Bookwalter   | BMC Racing Team   | + 37"      |
| 7è | Tao Geoghegan Hart | Team Sky          | + 37"      |
| 8è | Sam Oomen          | Team Sunweb       | + 37"      |
| 9è | Enric Mas Nicolau  | Quick-Step Floors | + 37"      |
| 10è | Andrew Talansky    | Cannondale-Drapac | + 37"      |

| \| Classificació general \| Classificació general \| Classificació general \| Classificació general \| Classificació general \| \| Corredor \| Corredor \| Equip \| Temps \| \| \| --------------------- \| --------------------- \| --------------------- \| --------------------- \| --------------------- \| \| 1r \| Rafał Majka \| Bora-Hansgrohe \| 7h 29' 14" \| \| \| 2n \| George Bennett \| LottoNL-Jumbo \| + 2" \| \| \| 3r \| Ian Boswell \| Team Sky \| + 14" \| \| \| 4t \| Lachlan Morton \| Dimension Data \| + 16" \| \| \| 5è \| Robert Gesink \| LottoNL-Jumbo \| + 48" \| \| \| 6è \| Brent Bookwalter \| BMC Racing Team \| + 48" \| \| \| 7è \| Sam Oomen \| Team Sunweb \| + 48" \| \| \| 8è \| Andrew Talansky \| Cannondale-Drapac \| + 48" \| \| \| 9è \| Maximilian Schachmann \| Quick-Step Floors \| + 48" \| \| \| 10è \| Vegard Stake Laengen \| UAE Team Emirates \| + 48" \| \| |                       |                   |            |
| |                       |                   |            |
| Font: ProCyclingStats |                       |                   |            |
| Classificació general |                       |                   |            |
| Corredor | Corredor              | Equip             | Temps      |
| 1r | Rafał Majka           | Bora-Hansgrohe    | 7h 29' 14" |
| 2n | George Bennett        | LottoNL-Jumbo     | + 2"       |
| 3r | Ian Boswell           | Team Sky          | + 14"      |
| 4t | Lachlan Morton        | Dimension Data    | + 16"      |
| 5è | Robert Gesink         | LottoNL-Jumbo     | + 48"      |
| 6è | Brent Bookwalter      | BMC Racing Team   | + 48"      |
| 7è | Sam Oomen             | Team Sunweb       | + 48"      |
| 8è | Andrew Talansky       | Cannondale-Drapac | + 48"      |
| 9è | Maximilian Schachmann | Quick-Step Floors | + 48"      |
| 10è | Vegard Stake Laengen  | UAE Team Emirates | + 48"      |

### 3a etapa
16 de maig. Pismo Beach – Morro Bay, 192,5 km
| \| Classificació de l'etapa \| Classificació de l'etapa \| Classificació de l'etapa \| Classificació de l'etapa \| Classificació de l'etapa \| \| Corredor \| Corredor \| Equip \| Temps \| \| \| ------------------------ \| --------------------------- \| ------------------------ \| ------------------------ \| ------------------------ \| \| 1r \| Peter Sagan \| Bora-Hansgrohe \| 4h 53' 26" \| \| \| 2n \| Rick Zabel \| Katusha-Alpecin \| + 0" \| \| \| 3r \| Simone Consonni \| UAE Team Emirates \| + 0" \| \| \| 4t \| Alexander Kristoff \| Katusha-Alpecin \| + 0" \| \| \| 5è \| Jean-Pierre Drucker \| BMC Racing Team \| + 0" \| \| \| 6è \| Reinardt Janse van Rensburg \| Dimension Data \| + 0" \| \| \| 7è \| Taylor Phinney \| Cannondale-Drapac \| + 0" \| \| \| 8è \| Ramon Sinkeldam \| Team Sunweb \| + 0" \| \| \| 9è \| Travis McCabe \| UnitedHealthcare \| + 0" \| \| \| 10è \| Mike Teunissen \| Team Sunweb \| + 0" \| \| |                             |                   |            |
| |                             |                   |            |
| Font: ProCyclingStats |                             |                   |            |
| Classificació de l'etapa |                             |                   |            |
| Corredor | Corredor                    | Equip             | Temps      |
| 1r | Peter Sagan                 | Bora-Hansgrohe    | 4h 53' 26" |
| 2n | Rick Zabel                  | Katusha-Alpecin   | + 0"       |
| 3r | Simone Consonni             | UAE Team Emirates | + 0"       |
| 4t | Alexander Kristoff          | Katusha-Alpecin   | + 0"       |
| 5è | Jean-Pierre Drucker         | BMC Racing Team   | + 0"       |
| 6è | Reinardt Janse van Rensburg | Dimension Data    | + 0"       |
| 7è | Taylor Phinney              | Cannondale-Drapac | + 0"       |
| 8è | Ramon Sinkeldam             | Team Sunweb       | + 0"       |
| 9è | Travis McCabe               | UnitedHealthcare  | + 0"       |
| 10è | Mike Teunissen              | Team Sunweb       | + 0"       |

| \| Classificació general \| Classificació general \| Classificació general \| Classificació general \| Classificació general \| \| Corredor \| Corredor \| Equip \| Temps \| \| \| --------------------- \| --------------------- \| --------------------- \| --------------------- \| --------------------- \| \| 1r \| Rafał Majka \| Bora-Hansgrohe \| 12h 22' 43" \| \| \| 2n \| George Bennett \| LottoNL-Jumbo \| + 2" \| \| \| 3r \| Ian Boswell \| Team Sky \| + 14" \| \| \| 4t \| Lachlan Morton \| Dimension Data \| + 16" \| \| \| 5è \| Robert Gesink \| LottoNL-Jumbo \| + 45" \| \| \| 6è \| Brent Bookwalter \| BMC Racing Team \| + 48" \| \| \| 7è \| Sam Oomen \| Team Sunweb \| + 48" \| \| \| 8è \| Andrew Talansky \| Cannondale-Drapac \| + 48" \| \| \| 9è \| Vegard Stake Laengen \| UAE Team Emirates \| + 48" \| \| \| 10è \| Maximilian Schachmann \| Quick-Step Floors \| + 48" \| \| |                       |                   |             |
| |                       |                   |             |
| Font: ProCyclingStats |                       |                   |             |
| Classificació general |                       |                   |             |
| Corredor | Corredor              | Equip             | Temps       |
| 1r | Rafał Majka           | Bora-Hansgrohe    | 12h 22' 43" |
| 2n | George Bennett        | LottoNL-Jumbo     | + 2"        |
| 3r | Ian Boswell           | Team Sky          | + 14"       |
| 4t | Lachlan Morton        | Dimension Data    | + 16"       |
| 5è | Robert Gesink         | LottoNL-Jumbo     | + 45"       |
| 6è | Brent Bookwalter      | BMC Racing Team   | + 48"       |
| 7è | Sam Oomen             | Team Sunweb       | + 48"       |
| 8è | Andrew Talansky       | Cannondale-Drapac | + 48"       |
| 9è | Vegard Stake Laengen  | UAE Team Emirates | + 48"       |
| 10è | Maximilian Schachmann | Quick-Step Floors | + 48"       |

### 4a etapa
17 de maig. Santa Barbara – Santa Clarita, 159,5 km
| \| Classificació de l'etapa \| Classificació de l'etapa \| Classificació de l'etapa \| Classificació de l'etapa \| Classificació de l'etapa \| \| Corredor \| Corredor \| Equip \| Temps \| \| \| ------------------------ \| ------------------------ \| -------------------------- \| ------------------------ \| ------------------------ \| \| 1r \| Evan Huffman \| Rally Cycling \| 3h 41' 52" \| \| \| 2n \| Rob Britton \| Rally Cycling \| + 0" \| \| \| 3r \| Lennard Hofstede \| Team Sunweb \| + 0" \| \| \| 4t \| Mathias Le Turnier \| Cofidis, Solutions Crédits \| + 0" \| \| \| 5è \| Gavin Mannion \| UnitedHealthcare \| + 0" \| \| \| 6è \| Peter Sagan \| Bora-Hansgrohe \| + 13" \| \| \| 7è \| John Degenkolb \| Trek-Segafredo \| + 13" \| \| \| 8è \| Marcel Kittel \| Quick-Step Floors \| + 13" \| \| \| 9è \| Alexander Kristoff \| Katusha-Alpecin \| + 13" \| \| \| 10è \| Simone Consonni \| UAE Team Emirates \| + 13" \| \| |                    |                            |            |
| |                    |                            |            |
| Font: ProCyclingStats |                    |                            |            |
| Classificació de l'etapa |                    |                            |            |
| Corredor | Corredor           | Equip                      | Temps      |
| 1r | Evan Huffman       | Rally Cycling              | 3h 41' 52" |
| 2n | Rob Britton        | Rally Cycling              | + 0"       |
| 3r | Lennard Hofstede   | Team Sunweb                | + 0"       |
| 4t | Mathias Le Turnier | Cofidis, Solutions Crédits | + 0"       |
| 5è | Gavin Mannion      | UnitedHealthcare           | + 0"       |
| 6è | Peter Sagan        | Bora-Hansgrohe             | + 13"      |
| 7è | John Degenkolb     | Trek-Segafredo             | + 13"      |
| 8è | Marcel Kittel      | Quick-Step Floors          | + 13"      |
| 9è | Alexander Kristoff | Katusha-Alpecin            | + 13"      |
| 10è | Simone Consonni    | UAE Team Emirates          | + 13"      |

| \| Classificació general \| Classificació general \| Classificació general \| Classificació general \| Classificació general \| \| Corredor \| Corredor \| Equip \| Temps \| \| \| --------------------- \| --------------------- \| --------------------- \| --------------------- \| --------------------- \| \| 1r \| Rafał Majka \| Bora-Hansgrohe \| 16h 04' 48" \| \| \| 2n \| George Bennett \| LottoNL-Jumbo \| + 2" \| \| \| 3r \| Ian Boswell \| Team Sky \| + 14" \| \| \| 4t \| Lachlan Morton \| Dimension Data \| + 16" \| \| \| 5è \| Robert Gesink \| LottoNL-Jumbo \| + 45" \| \| \| 6è \| Brent Bookwalter \| BMC Racing Team \| + 48" \| \| \| 7è \| Sam Oomen \| Team Sunweb \| + 48" \| \| \| 8è \| Andrew Talansky \| Cannondale-Drapac \| + 48" \| \| \| 9è \| Vegard Stake Laengen \| UAE Team Emirates \| + 48" \| \| \| 10è \| Maximilian Schachmann \| Quick-Step Floors \| + 48" \| \| |                       |                   |             |
| |                       |                   |             |
| Font: ProCyclingStats |                       |                   |             |
| Classificació general |                       |                   |             |
| Corredor | Corredor              | Equip             | Temps       |
| 1r | Rafał Majka           | Bora-Hansgrohe    | 16h 04' 48" |
| 2n | George Bennett        | LottoNL-Jumbo     | + 2"        |
| 3r | Ian Boswell           | Team Sky          | + 14"       |
| 4t | Lachlan Morton        | Dimension Data    | + 16"       |
| 5è | Robert Gesink         | LottoNL-Jumbo     | + 45"       |
| 6è | Brent Bookwalter      | BMC Racing Team   | + 48"       |
| 7è | Sam Oomen             | Team Sunweb       | + 48"       |
| 8è | Andrew Talansky       | Cannondale-Drapac | + 48"       |
| 9è | Vegard Stake Laengen  | UAE Team Emirates | + 48"       |
| 10è | Maximilian Schachmann | Quick-Step Floors | + 48"       |

### 5a etapa
18 de maig. Ontario – Mont Baldy, 125,5 km
| \| Classificació de l'etapa \| Classificació de l'etapa \| Classificació de l'etapa \| Classificació de l'etapa \| Classificació de l'etapa \| \| Corredor \| Corredor \| Equip \| Temps \| \| \| ------------------------ \| ------------------------ \| ------------------------ \| ------------------------ \| ------------------------ \| \| 1r \| Andrew Talansky \| Cannondale-Drapac \| 3h 43' 15" \| \| \| 2n \| Rafał Majka \| Bora-Hansgrohe \| + 0" \| \| \| 3r \| George Bennett \| LottoNL-Jumbo \| + 2" \| \| \| 4t \| Ian Boswell \| Team Sky \| + 5" \| \| \| 5è \| Brent Bookwalter \| BMC Racing Team \| + 8" \| \| \| 6è \| Sam Oomen \| Team Sunweb \| + 20" \| \| \| 7è \| Lachlan Morton \| Dimension Data \| + 27" \| \| \| 8è \| Tao Geoghegan Hart \| Team Sky \| + 40" \| \| \| 9è \| Robert Gesink \| LottoNL-Jumbo \| + 40" \| \| \| 10è \| Sepp Kuss \| Rally Cycling \| + 56" \| \| |                    |                   |            |
| |                    |                   |            |
| Font: ProCyclingStats |                    |                   |            |
| Classificació de l'etapa |                    |                   |            |
| Corredor | Corredor           | Equip             | Temps      |
| 1r | Andrew Talansky    | Cannondale-Drapac | 3h 43' 15" |
| 2n | Rafał Majka        | Bora-Hansgrohe    | + 0"       |
| 3r | George Bennett     | LottoNL-Jumbo     | + 2"       |
| 4t | Ian Boswell        | Team Sky          | + 5"       |
| 5è | Brent Bookwalter   | BMC Racing Team   | + 8"       |
| 6è | Sam Oomen          | Team Sunweb       | + 20"      |
| 7è | Lachlan Morton     | Dimension Data    | + 27"      |
| 8è | Tao Geoghegan Hart | Team Sky          | + 40"      |
| 9è | Robert Gesink      | LottoNL-Jumbo     | + 40"      |
| 10è | Sepp Kuss          | Rally Cycling     | + 56"      |

| \| Classificació general \| Classificació general \| Classificació general \| Classificació general \| Classificació general \| \| Corredor \| Corredor \| Equip \| Temps \| \| \| --------------------- \| --------------------- \| --------------------- \| --------------------- \| --------------------- \| \| 1r \| Rafał Majka \| Bora-Hansgrohe \| 19h 47' 57" \| \| \| 2n \| George Bennett \| LottoNL-Jumbo \| + 6" \| \| \| 3r \| Ian Boswell \| Team Sky \| + 25" \| \| \| 4t \| Andrew Talansky \| Cannondale-Drapac \| + 44" \| \| \| 5è \| Lachlan Morton \| Dimension Data \| + 49" \| \| \| 6è \| Brent Bookwalter \| BMC Racing Team \| + 1' 02" \| \| \| 7è \| Sam Oomen \| Team Sunweb \| + 1' 14" \| \| \| 8è \| Robert Gesink \| LottoNL-Jumbo \| + 1' 31" \| \| \| 9è \| Tao Geoghegan Hart \| Team Sky \| + 1' 34" \| \| \| 10è \| Vegard Stake Laengen \| UAE Team Emirates \| + 1' 50" \| \| |                      |                   |             |
| |                      |                   |             |
| Font: ProCyclingStats |                      |                   |             |
| Classificació general |                      |                   |             |
| Corredor | Corredor             | Equip             | Temps       |
| 1r | Rafał Majka          | Bora-Hansgrohe    | 19h 47' 57" |
| 2n | George Bennett       | LottoNL-Jumbo     | + 6"        |
| 3r | Ian Boswell          | Team Sky          | + 25"       |
| 4t | Andrew Talansky      | Cannondale-Drapac | + 44"       |
| 5è | Lachlan Morton       | Dimension Data    | + 49"       |
| 6è | Brent Bookwalter     | BMC Racing Team   | + 1' 02"    |
| 7è | Sam Oomen            | Team Sunweb       | + 1' 14"    |
| 8è | Robert Gesink        | LottoNL-Jumbo     | + 1' 31"    |
| 9è | Tao Geoghegan Hart   | Team Sky          | + 1' 34"    |
| 10è | Vegard Stake Laengen | UAE Team Emirates | + 1' 50"    |

### 6a etapa
19 de maig. Big Bear Lake – Big Bear Lake, 24 km (contrarellotge individual)
| \| Classificació de l'etapa \| Classificació de l'etapa \| Classificació de l'etapa \| Classificació de l'etapa \| Classificació de l'etapa \| \| Corredor \| Corredor \| Equip \| Temps \| \| \| ------------------------ \| ------------------------ \| ------------------------ \| ------------------------ \| ------------------------ \| \| 1r \| Jonathan Dibben \| Team Sky \| 28' 27" \| \| \| 2n \| Brent Bookwalter \| BMC Racing Team \| + 7" \| \| \| 3r \| Andrew Talansky \| Cannondale-Drapac \| + 16" \| \| \| 4t \| George Bennett \| LottoNL-Jumbo \| + 18" \| \| \| 5è \| Filippo Ganna \| UAE Team Emirates \| + 21" \| \| \| 6è \| Maximilian Schachmann \| Quick-Step Floors \| + 21" \| \| \| 7è \| Peter Sagan \| Bora-Hansgrohe \| + 23" \| \| \| 8è \| Maciej Bodnar \| Bora-Hansgrohe \| + 23" \| \| \| 9è \| Martin Elmiger \| BMC Racing Team \| + 25" \| \| \| 10è \| Nils Politt \| Katusha-Alpecin \| + 27" \| \| |                       |                   |         |
| |                       |                   |         |
| Font: ProCyclingStats |                       |                   |         |
| Classificació de l'etapa |                       |                   |         |
| Corredor | Corredor              | Equip             | Temps   |
| 1r | Jonathan Dibben       | Team Sky          | 28' 27" |
| 2n | Brent Bookwalter      | BMC Racing Team   | + 7"    |
| 3r | Andrew Talansky       | Cannondale-Drapac | + 16"   |
| 4t | George Bennett        | LottoNL-Jumbo     | + 18"   |
| 5è | Filippo Ganna         | UAE Team Emirates | + 21"   |
| 6è | Maximilian Schachmann | Quick-Step Floors | + 21"   |
| 7è | Peter Sagan           | Bora-Hansgrohe    | + 23"   |
| 8è | Maciej Bodnar         | Bora-Hansgrohe    | + 23"   |
| 9è | Martin Elmiger        | BMC Racing Team   | + 25"   |
| 10è | Nils Politt           | Katusha-Alpecin   | + 27"   |

| \| Classificació general \| Classificació general \| Classificació general \| Classificació general \| Classificació general \| \| Corredor \| Corredor \| Equip \| Temps \| \| \| --------------------- \| ---------------------- \| --------------------- \| --------------------- \| --------------------- \| \| 1r \| George Bennett \| LottoNL-Jumbo \| 20h 16' 48" \| \| \| 2n \| Rafał Majka \| Bora-Hansgrohe \| + 35" \| \| \| 3r \| Andrew Talansky \| Cannondale-Drapac \| + 36" \| \| \| 4t \| Brent Bookwalter \| BMC Racing Team \| + 45" \| \| \| 5è \| Ian Boswell \| Team Sky \| + 1' 00" \| \| \| 6è \| Vegard Stake Laengen \| UAE Team Emirates \| + 1' 54" \| \| \| 7è \| Tao Geoghegan Hart \| Team Sky \| + 2' 12" \| \| \| 8è \| Sam Oomen \| Team Sunweb \| + 2' 15" \| \| \| 9è \| Lachlan Morton \| Dimension Data \| + 2' 20" \| \| \| 10è \| Haimar Zubeldia Agirre \| Trek-Segafredo \| + 3' 14" \| \| |                        |                   |             |
| |                        |                   |             |
| Font: ProCyclingStats |                        |                   |             |
| Classificació general |                        |                   |             |
| Corredor | Corredor               | Equip             | Temps       |
| 1r | George Bennett         | LottoNL-Jumbo     | 20h 16' 48" |
| 2n | Rafał Majka            | Bora-Hansgrohe    | + 35"       |
| 3r | Andrew Talansky        | Cannondale-Drapac | + 36"       |
| 4t | Brent Bookwalter       | BMC Racing Team   | + 45"       |
| 5è | Ian Boswell            | Team Sky          | + 1' 00"    |
| 6è | Vegard Stake Laengen   | UAE Team Emirates | + 1' 54"    |
| 7è | Tao Geoghegan Hart     | Team Sky          | + 2' 12"    |
| 8è | Sam Oomen              | Team Sunweb       | + 2' 15"    |
| 9è | Lachlan Morton         | Dimension Data    | + 2' 20"    |
| 10è | Haimar Zubeldia Agirre | Trek-Segafredo    | + 3' 14"    |

### 7a etapa
20 de maig. Mountain High – Pasadena, 125 km
| \| Classificació de l'etapa \| Classificació de l'etapa \| Classificació de l'etapa \| Classificació de l'etapa \| Classificació de l'etapa \| \| Corredor \| Corredor \| Equip \| Temps \| \| \| ------------------------ \| -------------------------- \| -------------------------- \| ------------------------ \| ------------------------ \| \| 1r \| Evan Huffman \| Rally Cycling \| 2h 37' 28" \| \| \| 2n \| David López García \| Team Sky \| + 0" \| \| \| 3r \| Nicolas Edet \| Cofidis, Solutions Crédits \| + 0" \| \| \| 4t \| Lachlan Morton \| Dimension Data \| + 0" \| \| \| 5è \| Rob Britton \| Rally Cycling \| + 0" \| \| \| 6è \| Peter Sagan \| Bora-Hansgrohe \| + 22" \| \| \| 7è \| Matteo Trentin \| Quick-Step Floors \| + 22" \| \| \| 8è \| John Degenkolb \| Trek-Segafredo \| + 22" \| \| \| 9è \| Benjamin King \| Dimension Data \| + 22" \| \| \| 10è \| Jhonatan Restrepo Valencia \| Katusha-Alpecin \| + 22" \| \| |                            |                            |            |
| |                            |                            |            |
| Font: ProCyclingStats |                            |                            |            |
| Classificació de l'etapa |                            |                            |            |
| Corredor | Corredor                   | Equip                      | Temps      |
| 1r | Evan Huffman               | Rally Cycling              | 2h 37' 28" |
| 2n | David López García         | Team Sky                   | + 0"       |
| 3r | Nicolas Edet               | Cofidis, Solutions Crédits | + 0"       |
| 4t | Lachlan Morton             | Dimension Data             | + 0"       |
| 5è | Rob Britton                | Rally Cycling              | + 0"       |
| 6è | Peter Sagan                | Bora-Hansgrohe             | + 22"      |
| 7è | Matteo Trentin             | Quick-Step Floors          | + 22"      |
| 8è | John Degenkolb             | Trek-Segafredo             | + 22"      |
| 9è | Benjamin King              | Dimension Data             | + 22"      |
| 10è | Jhonatan Restrepo Valencia | Katusha-Alpecin            | + 22"      |

## Classificacions finals

### Classificació general
| \| Classificació general \| Classificació general \| Classificació general \| Classificació general \| Classificació general \| \| Corredor \| Corredor \| Equip \| Temps \| \| \| --------------------- \| ---------------------- \| --------------------- \| --------------------- \| --------------------- \| \| 1r \| George Bennett \| LottoNL-Jumbo \| 22h 54' 38" \| \| \| 2n \| Rafał Majka \| Bora-Hansgrohe \| + 35" \| \| \| 3r \| Andrew Talansky \| Cannondale-Drapac \| + 36" \| \| \| 4t \| Brent Bookwalter \| BMC Racing Team \| + 45" \| \| \| 5è \| Ian Boswell \| Team Sky \| + 1' 00" \| \| \| 6è \| Vegard Stake Laengen \| UAE Team Emirates \| + 1' 54" \| \| \| 7è \| Lachlan Morton \| Dimension Data \| + 1' 55" \| \| \| 8è \| Tao Geoghegan Hart \| Team Sky \| + 2' 12" \| \| \| 9è \| Sam Oomen \| Team Sunweb \| + 2' 15" \| \| \| 10è \| Haimar Zubeldia Agirre \| Trek-Segafredo \| + 3' 14" \| \| |                        |                   |             |
| |                        |                   |             |
| Font: ProCyclingStats |                        |                   |             |
| Classificació general |                        |                   |             |
| Corredor | Corredor               | Equip             | Temps       |
| 1r | George Bennett         | LottoNL-Jumbo     | 22h 54' 38" |
| 2n | Rafał Majka            | Bora-Hansgrohe    | + 35"       |
| 3r | Andrew Talansky        | Cannondale-Drapac | + 36"       |
| 4t | Brent Bookwalter       | BMC Racing Team   | + 45"       |
| 5è | Ian Boswell            | Team Sky          | + 1' 00"    |
| 6è | Vegard Stake Laengen   | UAE Team Emirates | + 1' 54"    |
| 7è | Lachlan Morton         | Dimension Data    | + 1' 55"    |
| 8è | Tao Geoghegan Hart     | Team Sky          | + 2' 12"    |
| 9è | Sam Oomen              | Team Sunweb       | + 2' 15"    |
| 10è | Haimar Zubeldia Agirre | Trek-Segafredo    | + 3' 14"    |

### Classificacions secundàries
|             | Ciclista             | Equip              | Punts |
| ----------- | -------------------- | ------------------ | ----- |
| Mallot verd | Peter Sagan (SVK)    | Bora-Hansgrohe     | 46    |
| 2           | Evan Huffman (USA)   | Rally Cycling      | 33    |
| 3           | George Bennett (NZL) | Team LottoNL-Jumbo | 31    |

|                       | Ciclista               | Equip            | Punts |
| --------------------- | ---------------------- | ---------------- | ----- |
| Mallot de la muntanya | Daniel Jaramillo (COL) | Unitedhealthcare | 38    |
| 2                     | Evan Huffman (USA)     | Rally Cycling    | 38    |
| 3                     | Rafał Majka (POL)      | Bora-Hansgrohe   | 25    |

|              | Ciclista                 | Equip          | Temps       |
| ------------ | ------------------------ | -------------- | ----------- |
| Mallot blanc | Lachlan Morton (AUS)     | Dimension Data | 22h 56' 33" |
| 2            | Tao Geoghegan Hart (GBR) | Team Sky       | + 17"       |
| 3            | Sam Oomen (NED)          | Team Sunweb    | + 20"       |

|   | Equip           | País         | Temps       |
| - | --------------- | ------------ | ----------- |
| 1 | Team Sky        | Regne Unit   | 68h 50' 04" |
| 2 | BMC Racing Team | Estats Units | + 5' 4"     |
| 3 | Cofidis         | França       | + 12' 10"   |

## Evolució de les classificacions
| Etapa                  | Vencedor               | Classificació general | Classificació dels esprints | Classificació de la muntanya | Classificació dels joves | Classificació per equips | Combativitat   |
| ---------------------- | ---------------------- | --------------------- | --------------------------- | ---------------------------- | ------------------------ | ------------------------ | -------------- |
| 1                      | Marcel Kittel          | Marcel Kittel         | Marcel Kittel               | no entregat                  | Floris Gerts             | Katusha-Alpecin          | Ben Wolfe      |
| 2                      | Rafał Majka            | Rafał Majka           | Rafał Majka                 | Daniel Jaramillo             | Lachlan Morton           | Team Sky                 | George Bennett |
| 3                      | Peter Sagan            | Rafał Majka           | Peter Sagan                 | Daniel Jaramillo             | Lachlan Morton           | Team Sky                 | Ben Wolfe      |
| 4                      | Evan Huffman           | Rafał Majka           | Peter Sagan                 | Daniel Jaramillo             | Lachlan Morton           | Team Sky                 | Evan Huffman   |
| 5                      | Andrew Talansky        | Rafał Majka           | Peter Sagan                 | Daniel Jaramillo             | Lachlan Morton           | Team Sky                 | Rob Britton    |
| 6                      | Jonathan Dibben        | George Bennett        | Peter Sagan                 | Daniel Jaramillo             | Tao Geoghegan Hart       | Team Sky                 | No entregat    |
| 7                      | Evan Huffman           | George Bennett        | Peter Sagan                 | Daniel Jaramillo             | Lachlan Morton           | Team Sky                 | Evan Huffman   |
| Classificacions finals | Classificacions finals | George Bennett        | Peter Sagan                 | Daniel Jaramillo             | Lachlan Morton           | Team Sky                 | No entregat    |